# Eolit
Eolit, din limba greacă "eos", răsărit, and "lithos", piatră, este un nodul aparent cioplit.  Cândva se credea că eolitele sunt artefacte sau unelte din epoca de piatră, dar astăzi se crede că astfel de pietre au fost produse în chip natural prin procese geologice, cum ar fi de pildă glaciațiunile. 